# Rhomboda alticola
Rhomboda alticola är en orkidéart som först beskrevs av Rudolf Schlechter, och fick sitt nu gällande namn av Paul Ormerod. Rhomboda alticola ingår i släktet Rhomboda och familjen orkidéer.

## Underarter
Arten delas in i följande underarter:
- R. a. alticola
- R. a. finisterrae